# باغ شهاب‌سنگ
باغ شهاب‌سنگ (انگلیسی: Meteor Garden؛ چینی ساده: 流星花园; پین‌یین: Liúxīng Huāyuán) یک مجموعه تلویزیونی تایوانی محصول سال ۲۰۰۱ است که از شبکهٔ سی‌تی‌اس پخش شد. این مجموعه بر اساس مانگای ژاپنی پسران فراتر از گل‌ها اثر یوکو کامیو ساخته شده و بعدها الهام‌بخش اقتباس‌های متعدد دیگری نیز گردید. کارگردانی این مجموعه را تسای یوئه‌شون بر عهده داشت و باربی شو، جری یان، ویک چو، کن چو و وانس وو در آن نقش‌آفرینی کردند. این مجموعه از ۱۲ آوریل تا ۱۶ اوت ۲۰۰۱ پخش شد و در سال ۲۰۰۲ دنباله‌ای با بازی همان گروه بازیگران، تولید و پخش شد. این مجموعه با موفقیتی چشمگیر در سراسر آسیا مواجه شد و آغازگر شهرت چهار بازیگر مرد اصلی آن بود که پس از مجموعه، گروه موسیقی پسرانه‌ای به نام اف۴ را تشکیل دادند؛ نامی که برگرفته از گروه خیالی شخصیت‌هایشان در داستان است. همچنین این مجموعه، جایگاه باربی شو را به‌عنوان بازیگر زن نقش اول تثبیت کرد. باغ شهاب‌سنگ یکی از آثار تأثیرگذار در شکل‌گیری ژانر درام آیدل و آغاز دوران طلایی مجموعه‌های تلویزیونی تایوان به‌شمار می‌رود.

## بازیگران
- باربی شو در نقش شان‌کای
- جری یان در نقش دائومینگ سی
- ویک چو در نقش هوازه لی
- کن چو در نقش شی‌من
- وانس وو در نقش می‌زوئو